# Atok
Atok es un municipio en la provincia de Benguet en la región de La Cordillera. Atok es "El Corazón de la Industria Vegetal de Benguet."

## Geografía
Atok tiene un superficie de 21.91 kilómetros cuadrado. El pueblo está situado 300 kilómetros al norte de Manila y 50 kilómetros al norte de la Ciudad de Baguio. Según el censo de 2000, su población es de 16.657 habitantes en 3.397 casas.

## Barrios
Atok tiene 8 barrios:
- Abiang
- Caliking
- Cattubo
- Naguey
- Paoay
- Pasdong
- Población
- Topdac